# Station Danzey
Danzey is een spoorwegstation van National Rail in Danzey Green, Stratford-on-Avon in Engeland. Het station is eigendom van Network Rail en wordt beheerd door West Midland Trains. Het station is geopend in 1908. 